# Friedrich Albert Lessel
Friedrich Albert Lessel (im Polnischen: Fryderyk Albert Lessel, * 1767 in Dresden; † 15. März 1822 in Warschau) war ein deutschstämmiger Architekt, der in Polen in der Endphase des Königreichs und während der Teilung tätig war. Er wirkte vorwiegend in der Hauptstadt Warschau. Seine Bauten waren stilistisch häufig von einer Kombination aus Elementen des Klassizismus und der Neorenaissance geprägt.

## Leben
Nach Abschluss von Architekturstudien arbeitete Lessel als Baumeister in Warschau zunächst unter Johann Christian Kamsetzer. Im Jahr 1791 erhielt er von König Stanislaus II. August Poniatowski das Architektendiplom. Es schloss sich eine Aufenthalt in Italien an, von dem er 1894 nach Warschau zurückkehrte. In Folge war er als Baumeister in Masowien und Wielkopolska tätig. Ab 1804 übernahm er offizielle Baumeisterfunktionen in Warschau.
Lessel war am Umbau bedeutender Magnaten-Residenzen Warschaus im klassizistischen Stil beteiligt. Als architektonisch herausragend wird seine Neugestaltung der Blauen Palastes in der Ulica Sentorska beurteilt. Jarosław Zieliński sieht hier einen Baustil, der bereits an das minimalistische Formendenken des frühen 20. Jahrhunderts erinnere. Neben der Ausführung von Aufträgen wohlhabender Adelsfamilien baute Lessel auch großzügige Mietshäuser für das aufstrebende Bürgertum der Stadt, häufig in den Straßen Ulica Miodowa und Nowy Świat. Ein besonders auffälliges Gebäude errichtete er für Karol Burger, einen leitenden Angestellten der Post. Das dreigeschossige Mietshaus verfügte trotz seines Standortes in der Häuserlinie an der frequentierten Nowy Świat über einen als monumentalen Portikus ausgestalteten Mittelrisalit, dessen sechs Säulen direkt vor dem zweiten und dritten Geschoss platziert waren.
Anlässlich des Besuches des russischen Zaren (und damaligen polnischen Königs) Alexander I. in Warschau im Jahr 1815 entwarf er die Willkommensdekorationen.
Lessel heiratete am 14. Oktober 1800 Chrystiana-Katarzyna Leppigé; das Ehepaar hatte fünf Kinder. Ein Sohn war der ebenfalls in Warschau wirkende Architekt Józef Grzegorz Lessel. Die Tochter Anna Krystyna Marianna (1811–1878) heiratete den Arzt Jan Alfons Brandt, deren Sohn der Maler Józef Brandt war. Eine weitere Tochter, Aniela Amelia (1814–1856), war mit dem Arzt Adam Bogumił Helbich (1796–1881) verheiratet.

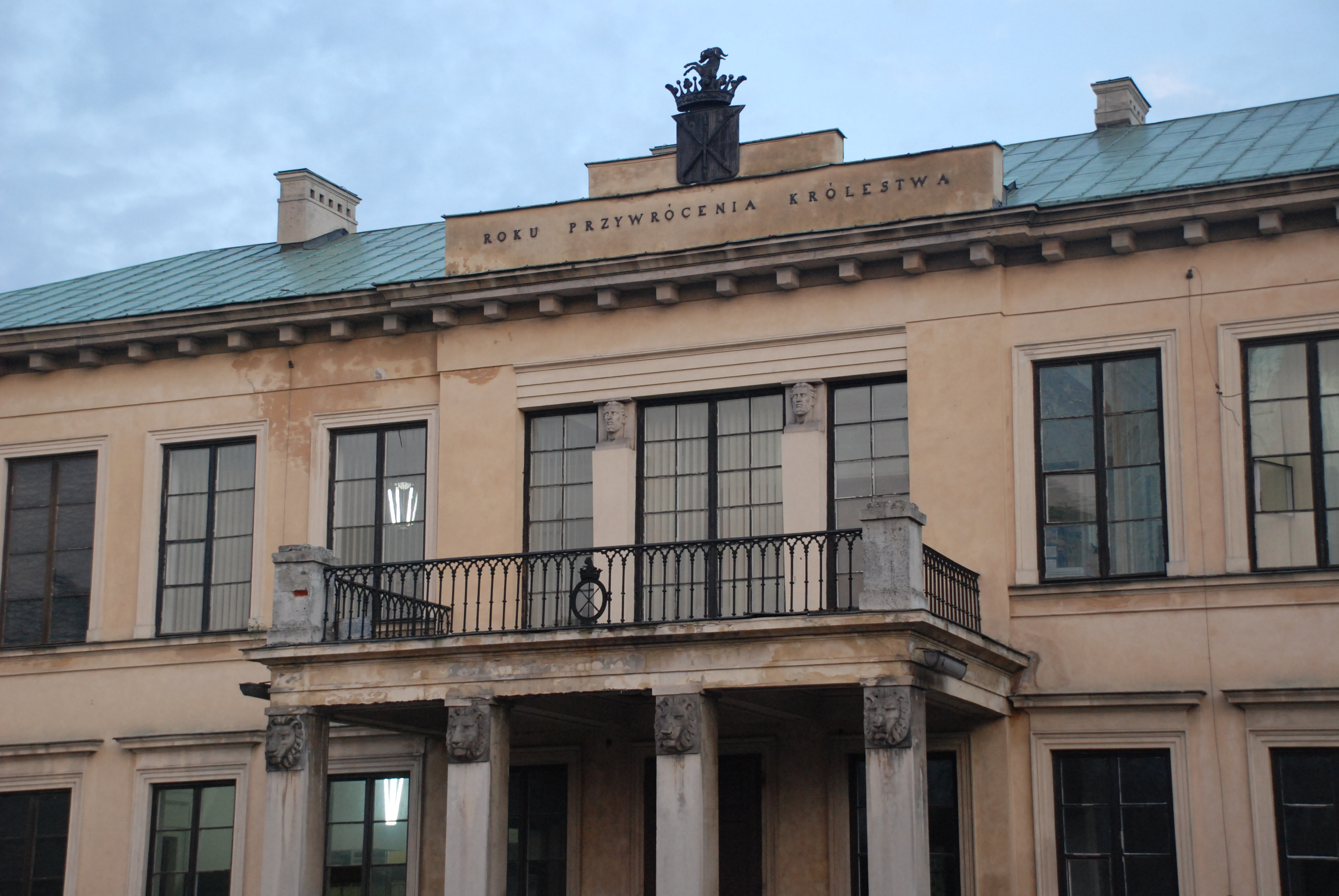
Der architektonisch herausragende „Blaue Palast“ in Warschau. Die Inschrift oberhalb des dezenten Mittelrisalits: „Im Jahre der Wiederherstellung des Königreiches“ (Polnisch: Roku Przywrócenia Królestwa) verbindet das Datum der Umbau-Fertigstellung mit der auf dem Wiener Kongress vereinbarten Wiederherstellung Polens im Jahr 1815

## Bauwerke (Auswahl)
- In den 1790er Jahren Beteiligung – neben Enrico Marconi und Johann Christian Kamsetzer – am Bau des Tyszkiewicz-Palastes
- im Jahr 1805 der Aus- und Umbau des Branicki-Palastes
- 1806 Umbau des Przeździecki-Palastes, heute das Hotel Le Regina
- von 1806 bis 1808 Wiederaufbau des Młodziejowski-Palastes für Feliks Potocki
- von 1806 bis 1809 Walicki-Palast, Ulica Rymarska 2/4 Ecke Ulica Senatorska 44 (am Plac Bankowy; im Krieg zerstört, nicht wiederaufgebaut)
- im Jahr 1812 der Umbau des Szaniawski-Palastes
- grundlegender Umbau 1812–1815 des „Blauen Palastes“ für Stanisław Kostka Zamoyski
- von 1817 bis 1819 Umbau des vormaligen Jabłonowski-Palastes zum Warschauer Rathaus
- im Jahr 1820 das Mietshaus von Karol Burger in der Nowy Świat 35. Heute befindet sich in dem nach dem Krieg wiederaufgebauten Gebäude die bekannte Warschauer Konditorei „Blikle“